# Monasterio de San Juan (San Juan de Ortega)

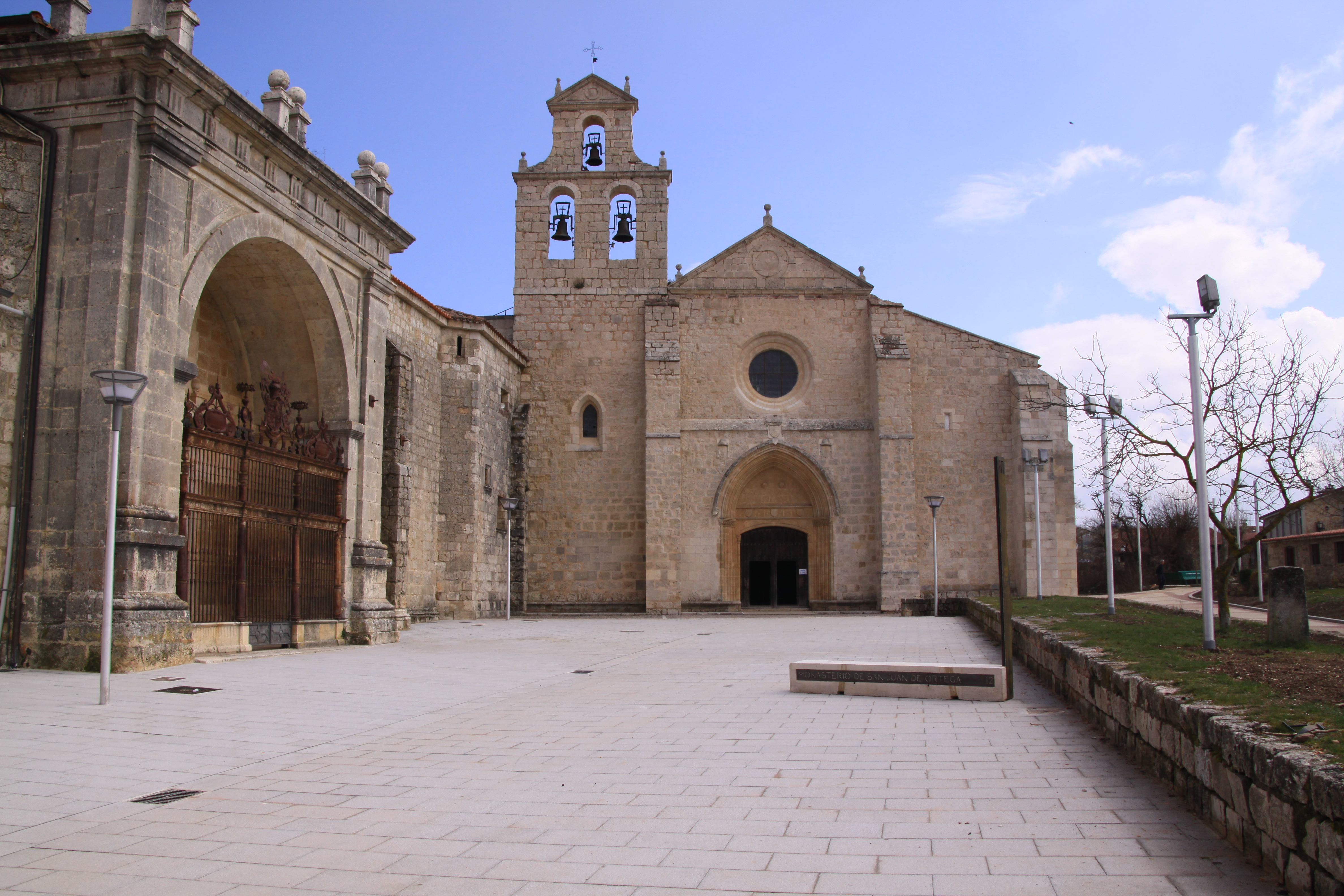
A la izquierda, la capilla de San Nicolás y al fondo, la iglesia de San Juan de Ortega.

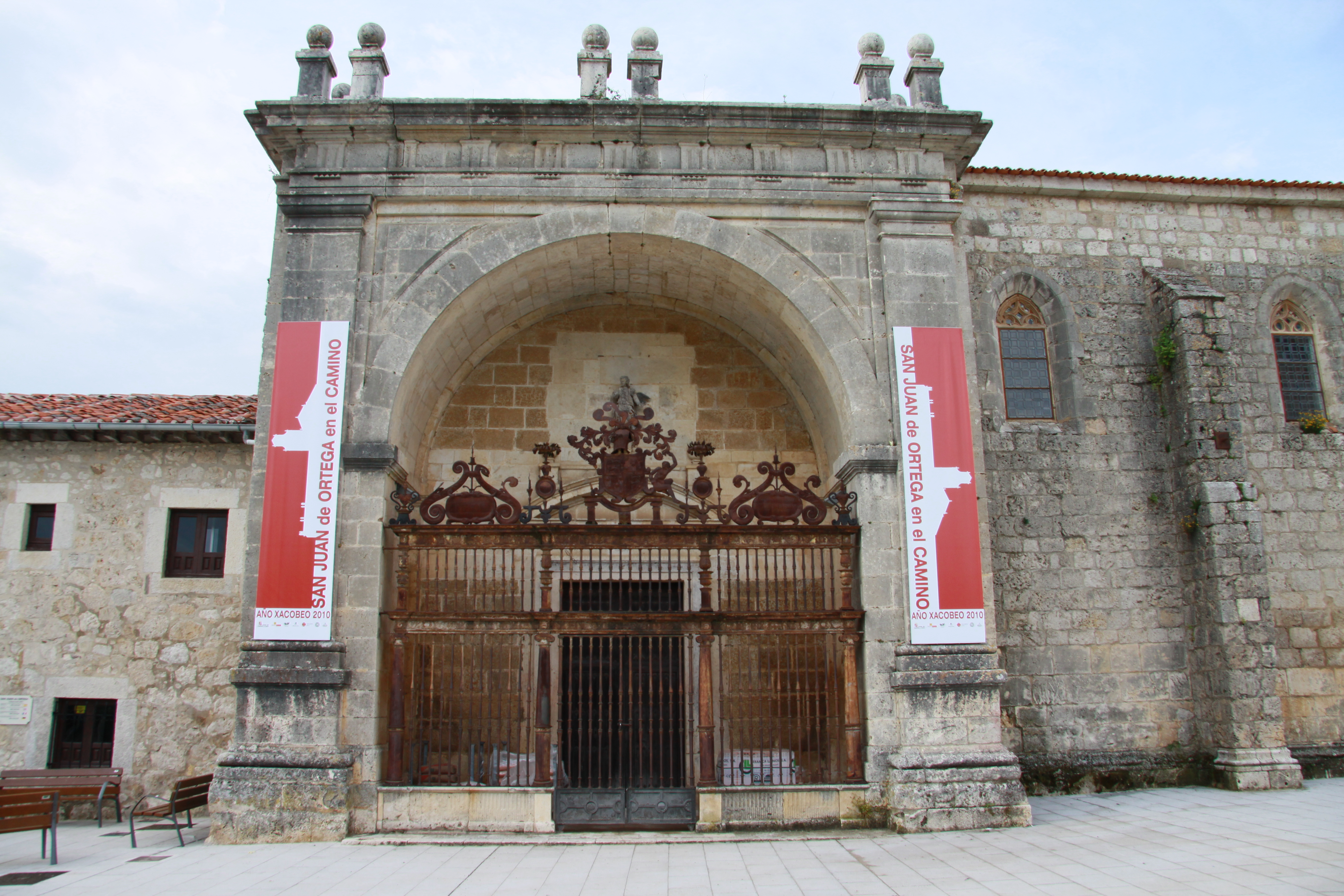
Portada de la capilla de San Nicolás

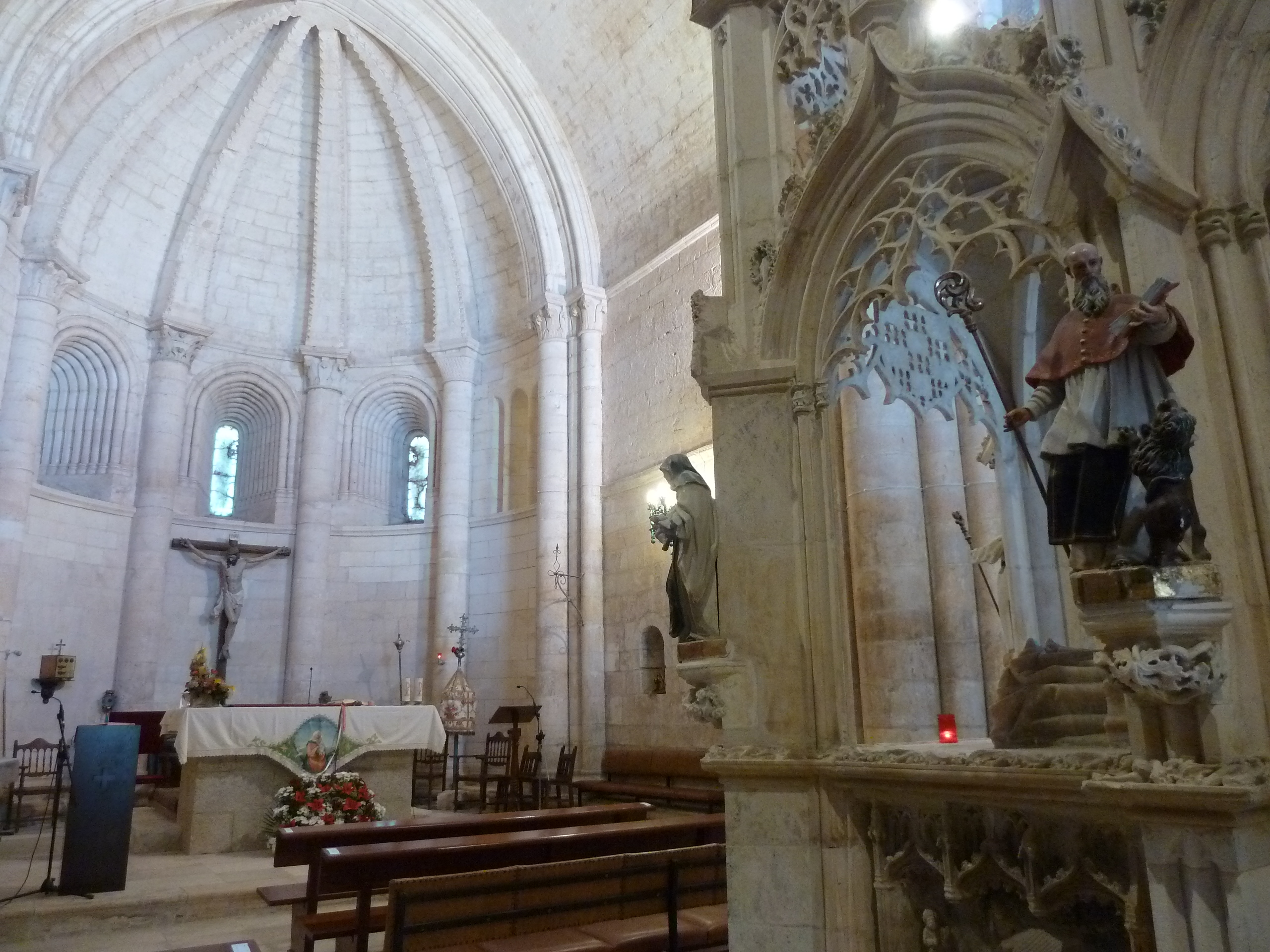
Ábside de la iglesia, visto desde el baldaquino

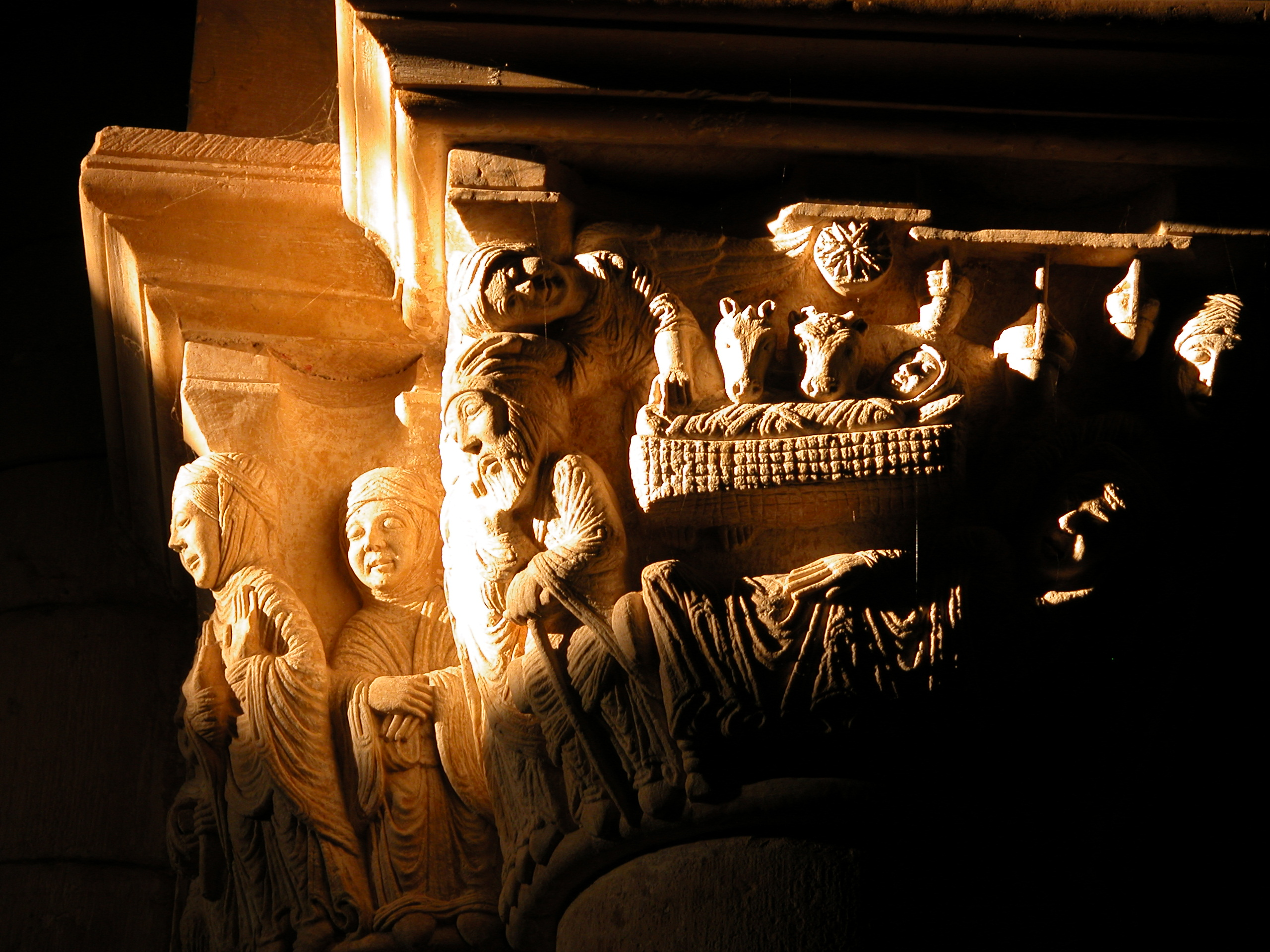
Capitel del ciclo de la Natividad. A la izquierda, María en la Anunciación. Puede apreciarse efecto de los rayos de sol del equinoccio

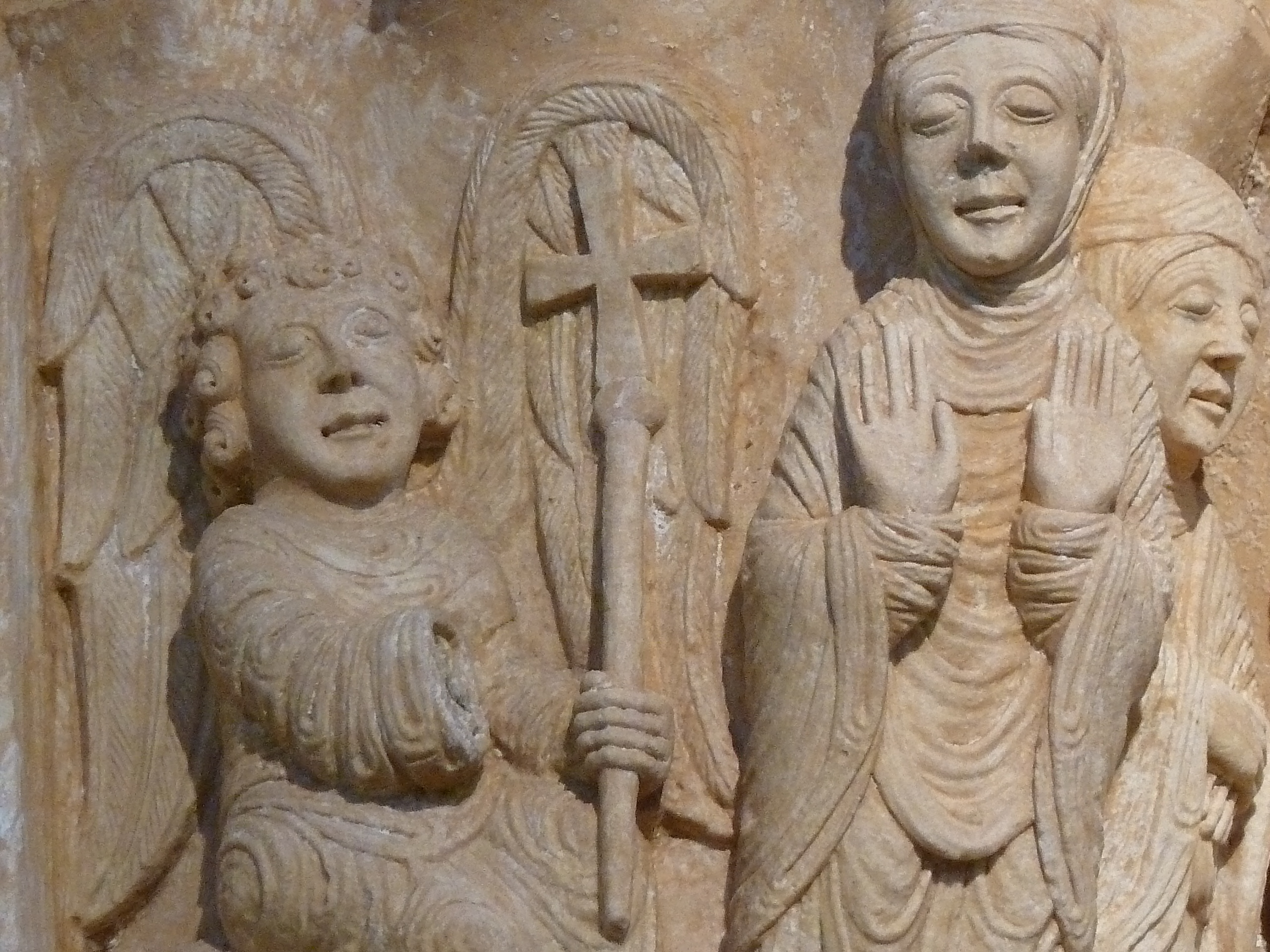
Detalle de la Anunciación en el capitel del ciclo de la Natividad

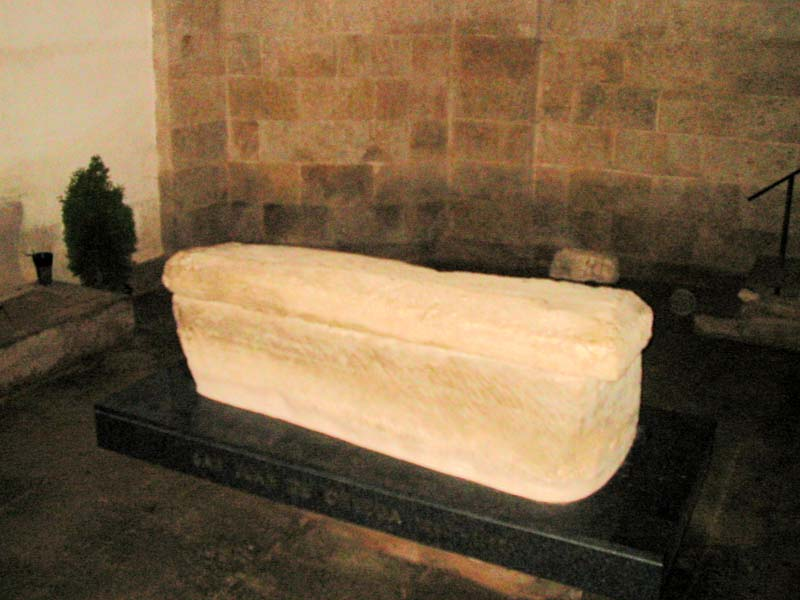
Sepulcro con los restos de San Juan de Ortega

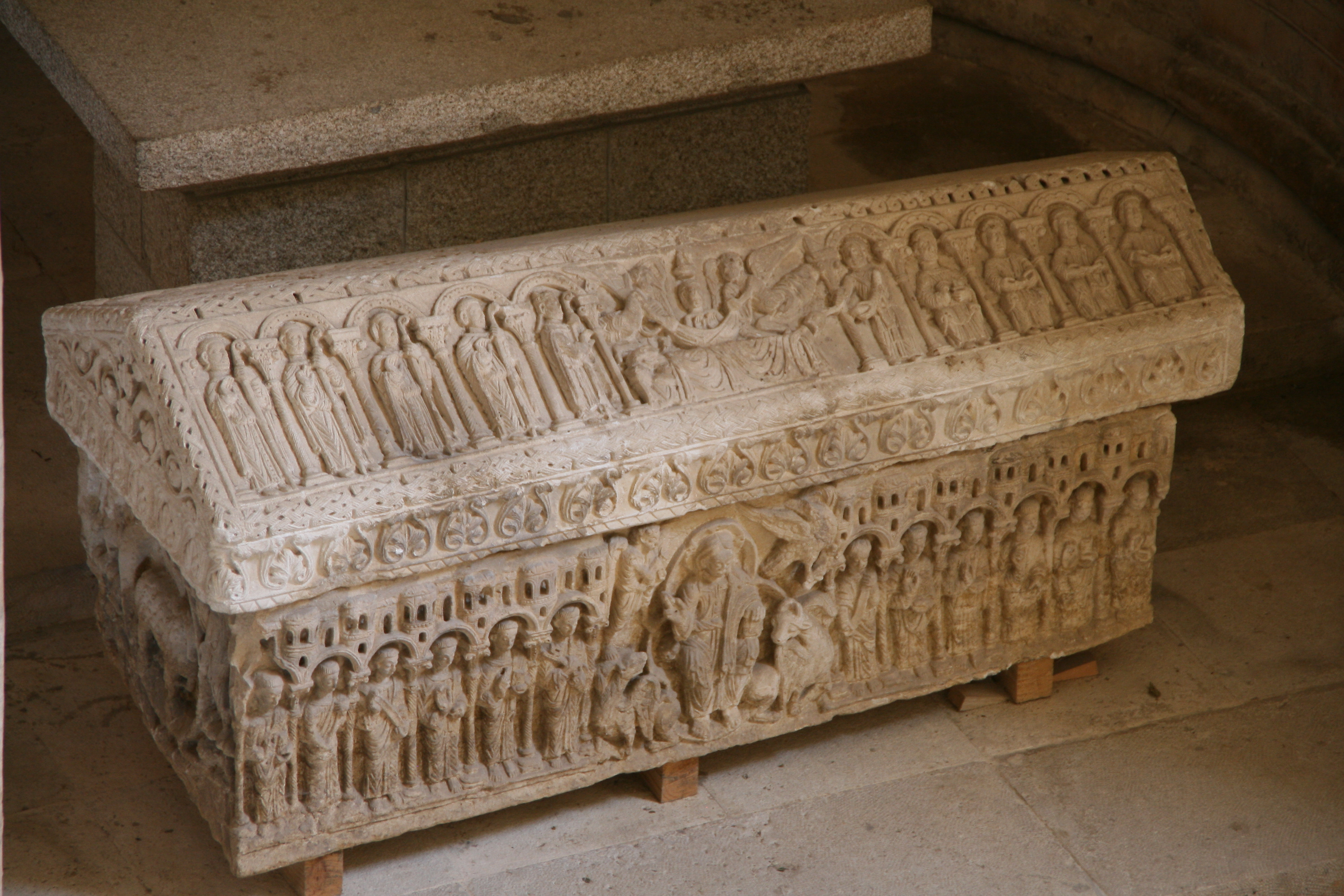
Sepulcro ornamental.

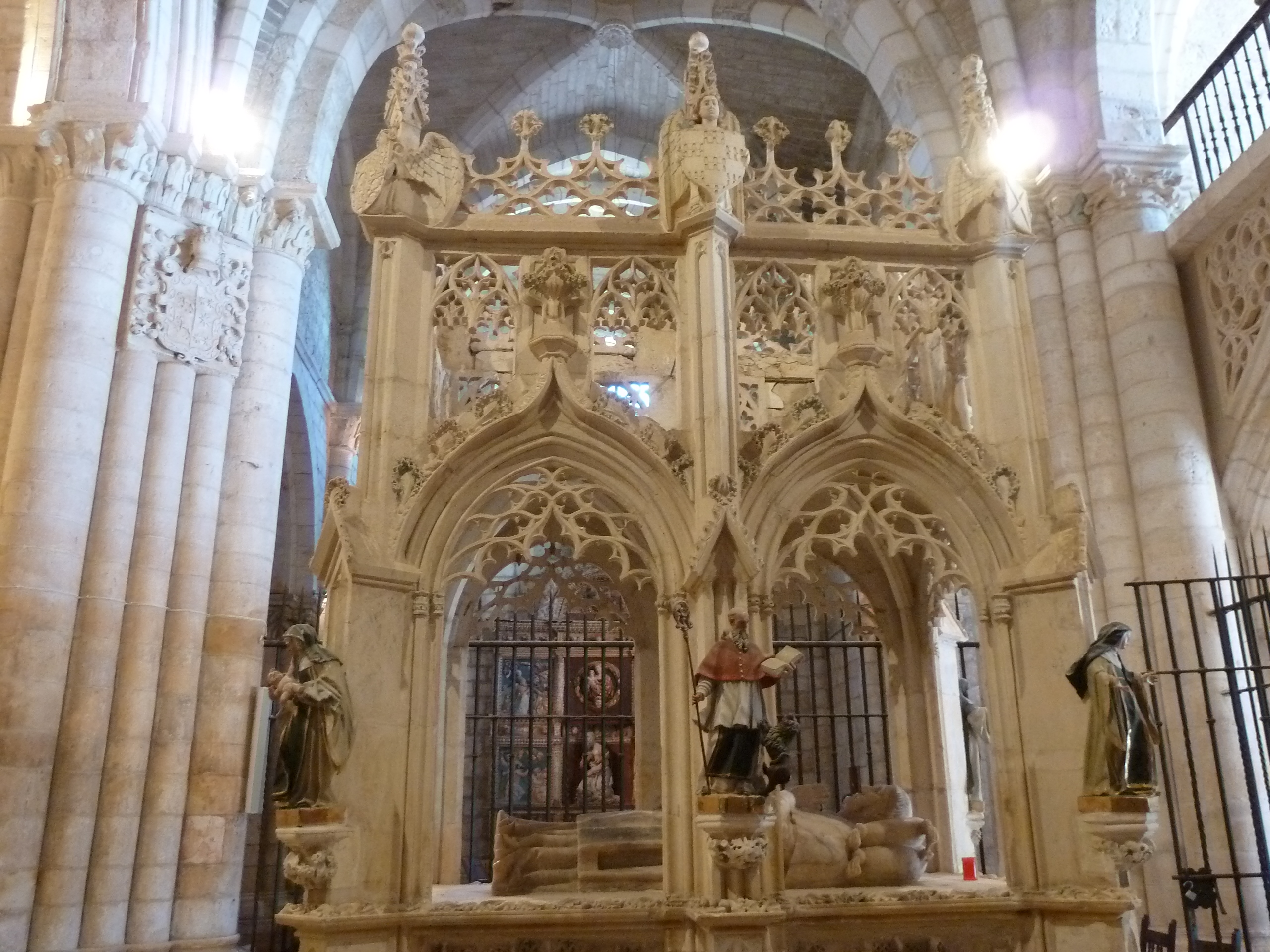
Baldaquino

El Monasterio de San Juan de Ortega está situado en la localidad de San Juan de Ortega, pedanía de Barrios de Colina (en la provincia de Burgos, Castilla y León, España), y se encuentra en el Camino de Santiago Francés.

## Historia
Juan de Velázquez o Juan de Quintanaortuño, religioso que pasó a la historia como San Juan de Ortega, nació en el pueblo burgalés de Quintanaortuño en el año 1080. Se entregó plenamente durante su vida a la tarea de ayudar a los peregrinos del Camino de Santiago con la construcción de calzadas y puentes, pero su gran obra la fijó en los Montes de Oca, en una zona conocida como Ortega, procedente del latín Urtica, que significa ortiga o maleza, donde hoy se encuentra la localidad de San Juan de Ortega. Allí construyó una capilla y un pequeño monasterio. Además construiría un albergue para los peregrinos que por allí pasaban. Con el tiempo se le unieron colaboradores en sus labores hospitalarias, con lo que nacería cerca del 1138 el monasterio de San Nicolás, conocido posteriormente como el monasterio de San Juan de Ortega. Inicialmente, se encontraba regido por canónigos regulares bajo la Regla de San Agustín y el 24 de abril de 1138 el papa Inocencio II tomó bajo su protección el monasterio.
El santo falleció el 2 de junio de 1163 y su obra no terminó con su muerte, sino que continuó durante años para poder consolidar el complejo monacal con el que hoy nos encontramos.
En 1431 se encontraba en muy mal estado, habitándolo tan solo tres monjes. Fue entonces cuando el obispo de Burgos Pablo de Santa María ordenó que fueran los monjes jerónimos del Real monasterio de Nuestra Señora de Fresdelval los que lo habitasen, permaneciendo estos hasta la desamortización de 1835, cuando los bienes del monasterio fueron vendidos en subasta pública.
El monasterio ha sido objeto de un importante proceso de restauración y rehabilitación, y como santuario continúa contando con devoción popular.

## El Monasterio
El monasterio de San Juan de Ortega es un conjunto monacal que consta de la iglesia de San Juan de Ortega y la capilla de San Nicolás de Bari o Capilla del Santo, junto con el Claustro de los Jerónimos y Refugio de Peregrinos (en el cual encontraremos un pequeño claustrillo de piedra rojiza).

### Iglesia
La iglesia de San Juan de Ortega pertenece al Arcipestrazgo de San Juan de Ortega, diócesis de Burgos. 
De estilo románico y gótico, es una construcción armónica y llena de belleza artística.
Fue declarada Bien de Interés Cultural en la categoría de Monumento el 3 de junio de 1931.

#### Capitel de la Anunciación
De estilo románico, se produce un mensaje simbólico de los constructores medievales que resulta único en occidente: en los dos equinoccios (21 de marzo y el 22 de septiembre), un rayo de sol ilumina a las 5 de la tarde hora solar el capitel de la Anunciación, apreciándose que la Virgen María se dirige a la luz y no a San Gabriel como es tradicional.

#### Sepulcros y baldaquino
Los dos sepulcros que se encontraban en la capilla de San Nicolás fueron trasladados a la iglesia en 1964. Ambos románicos, el sepulcro con los restos del santo carece de ornamentación, mientras que el que se utilizó vacío para evitar expolios aparece totalmente decorado con figuras y escenas en relieve. 
En el transepto de la iglesia se ha colocado el baldaquino gótico isabelino del siglo XV con relieves de la vida de San Juan de Ortega, erigido por deseo de Isabel la Católica también en la capilla de San Nicolás.

#### Orfebrería
En el Museo del Retablo de Burgos se expone un pequeño (13 cm.) crucifijo de marfil del siglo XII, procedente de este monasterio.

## Galería

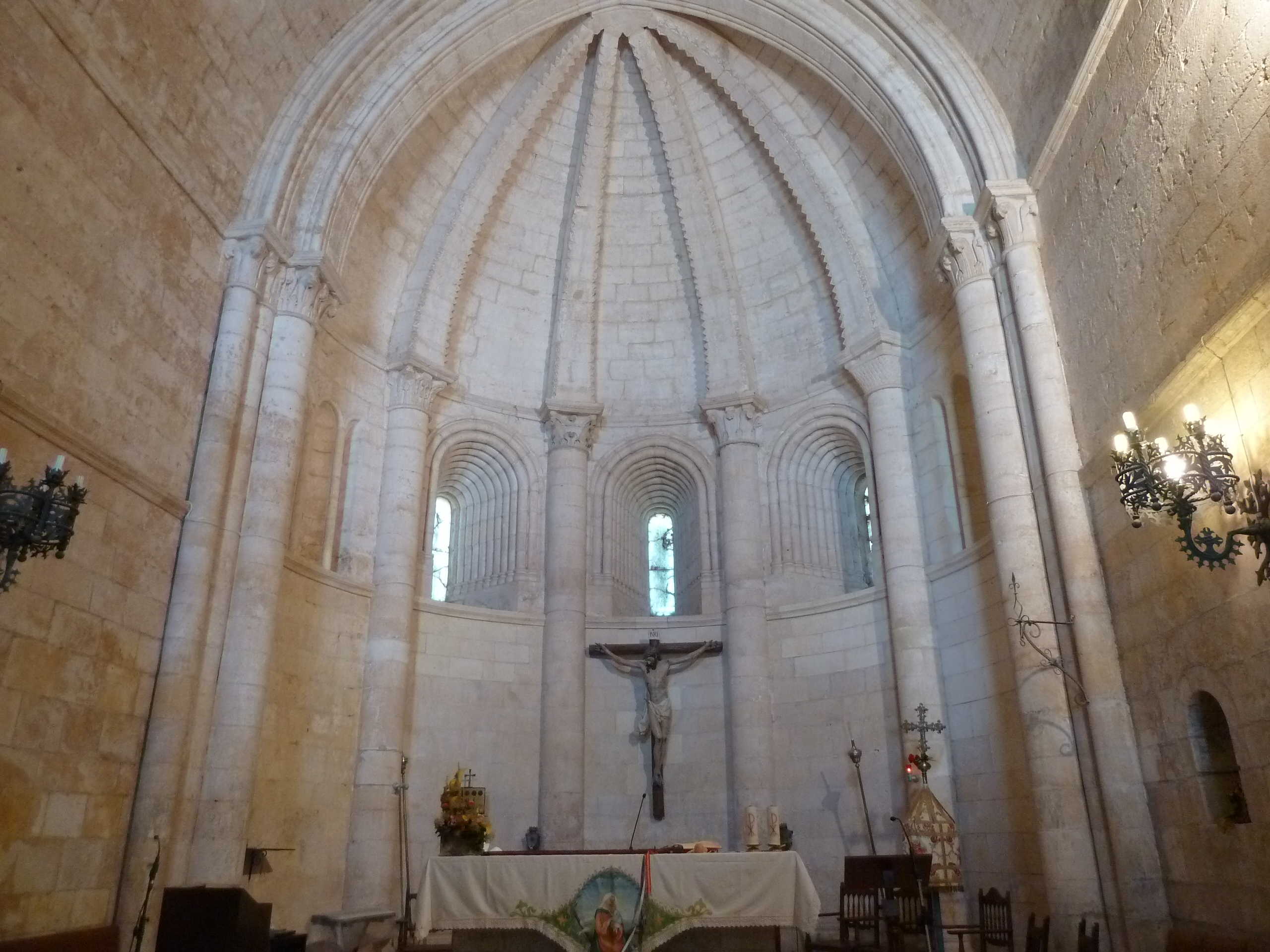
Ábside de la iglesia
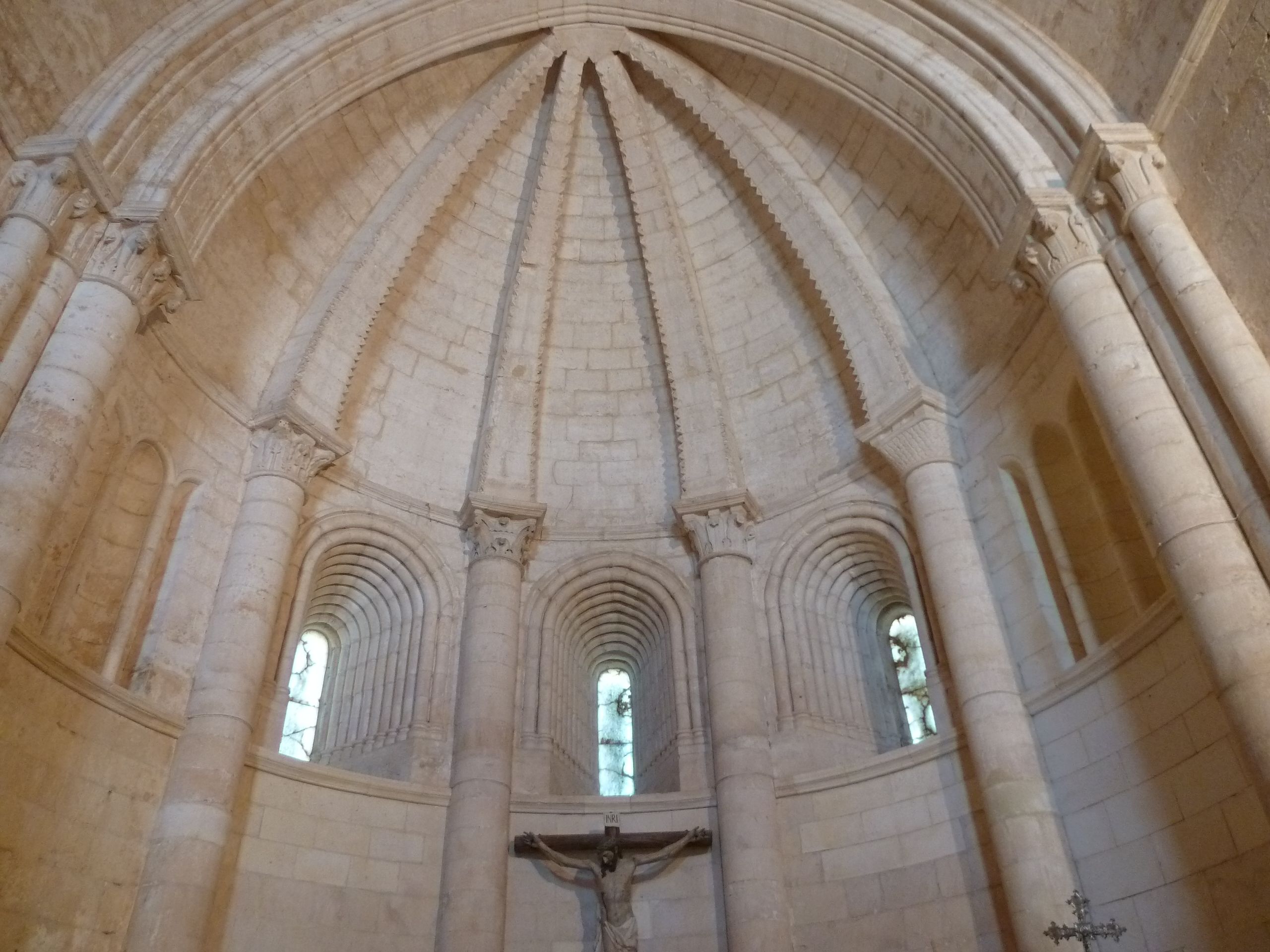
Ábside de la iglesia
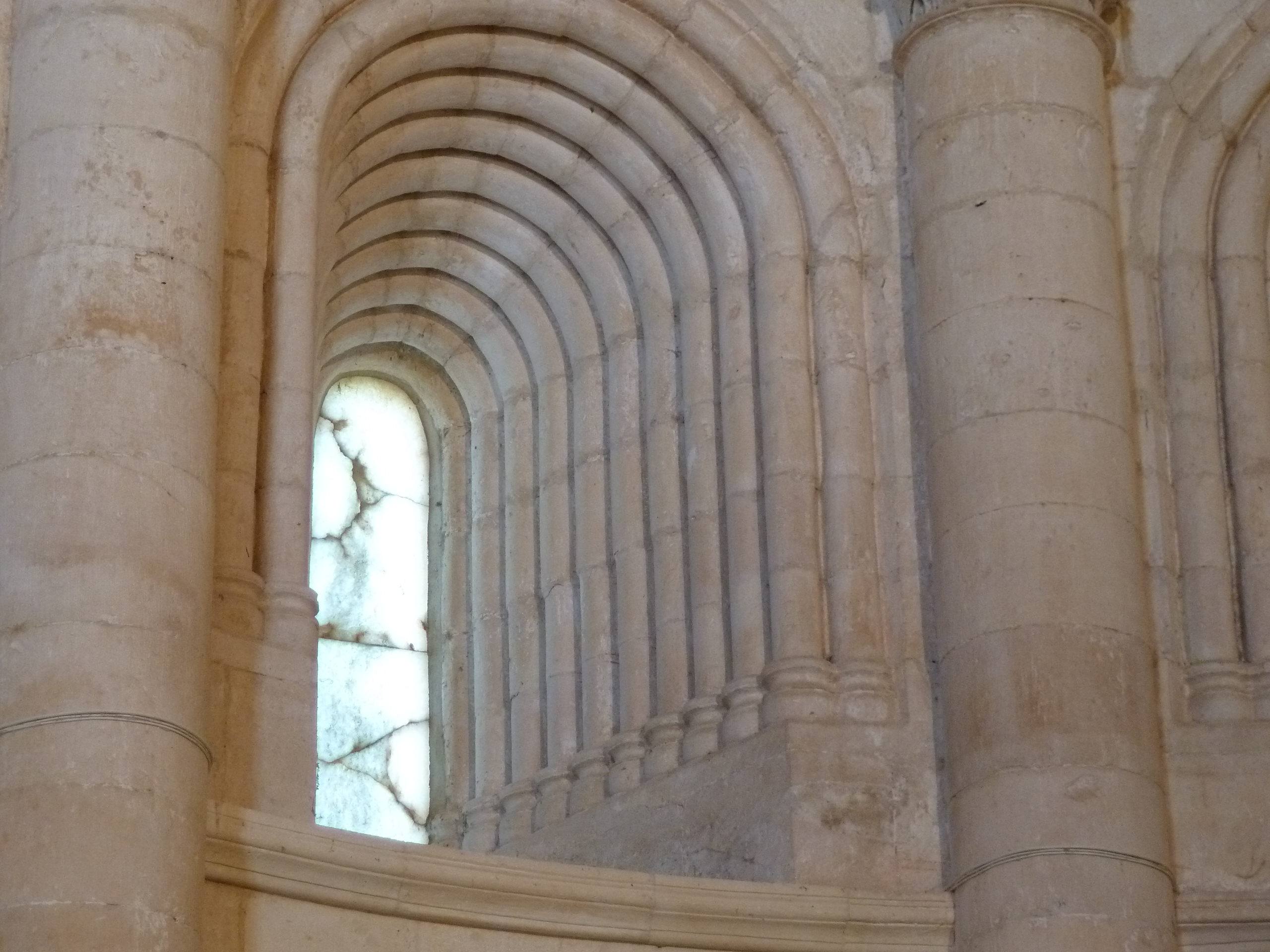
Ventana abocinada en el ábside
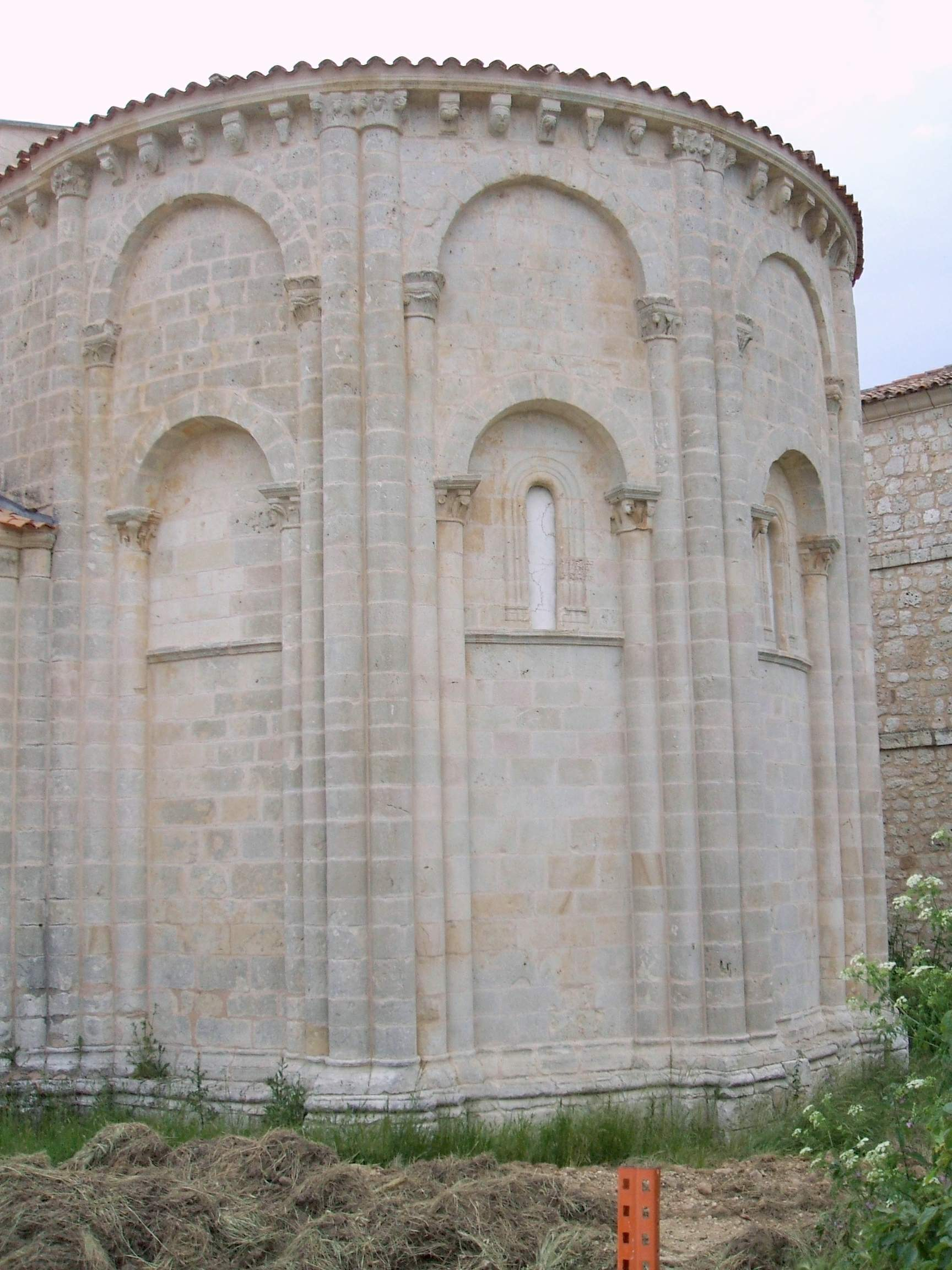
Exterior del ábside de la iglesia
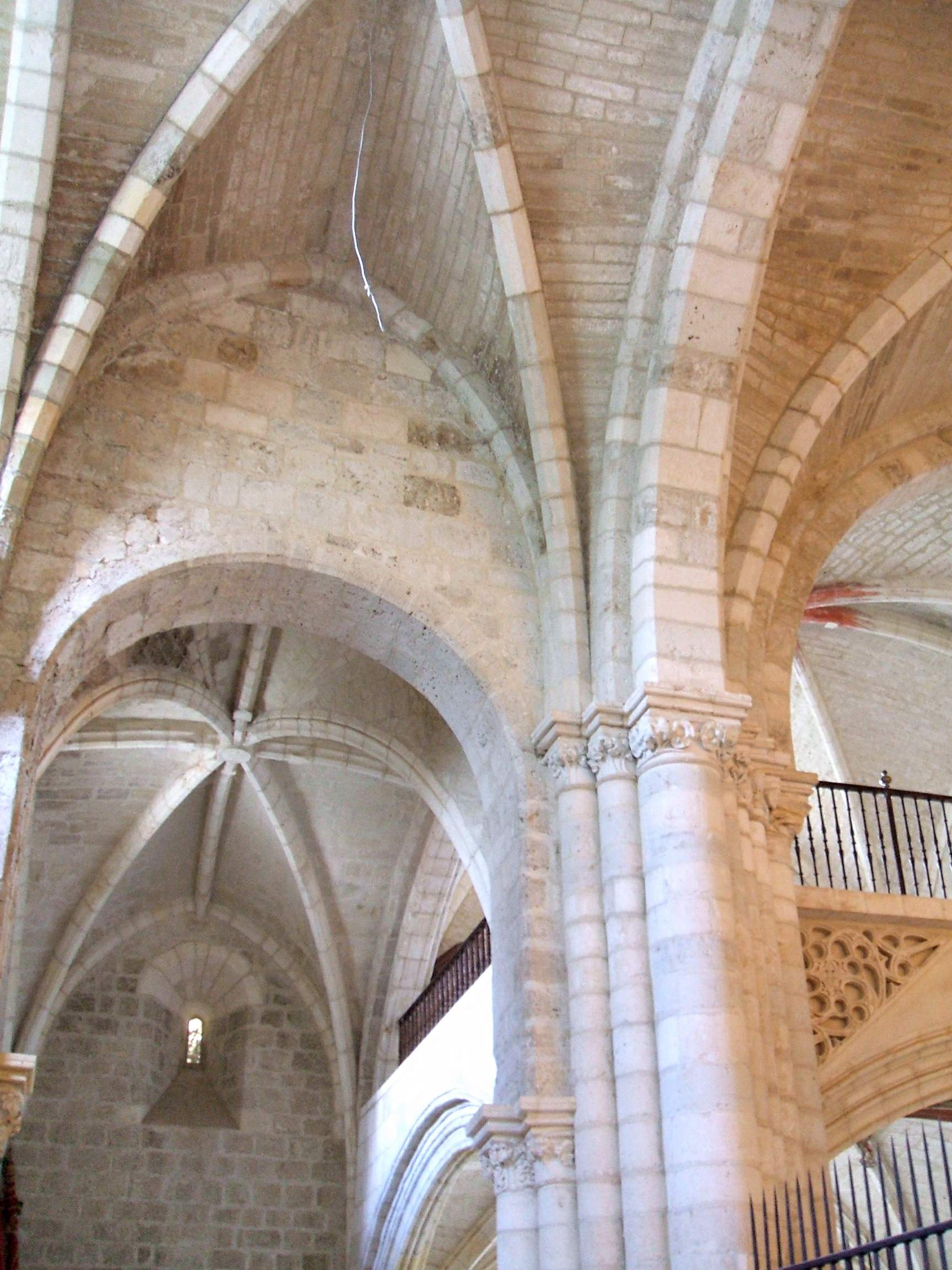
Interior de la iglesia
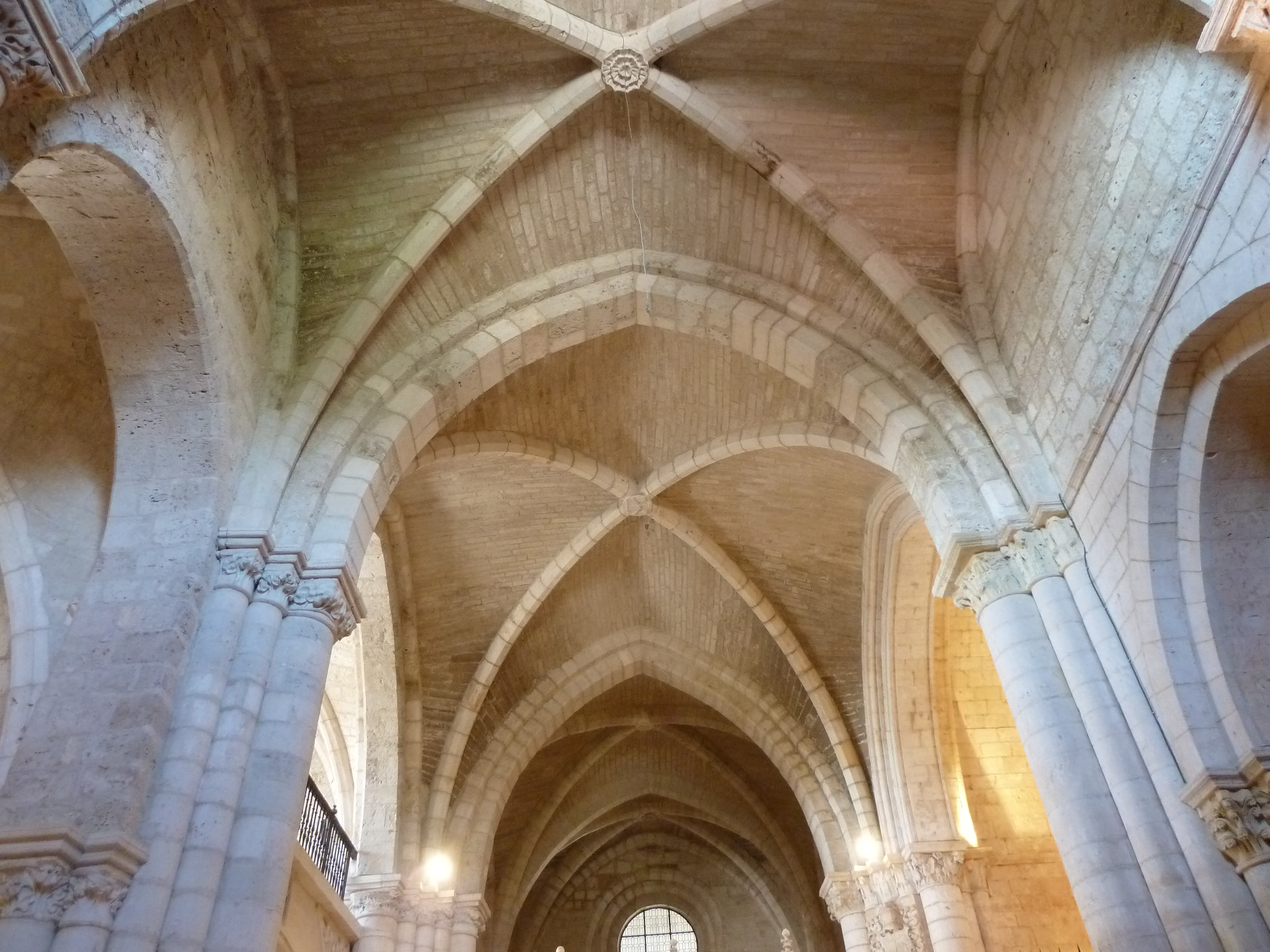
Interior de la iglesia
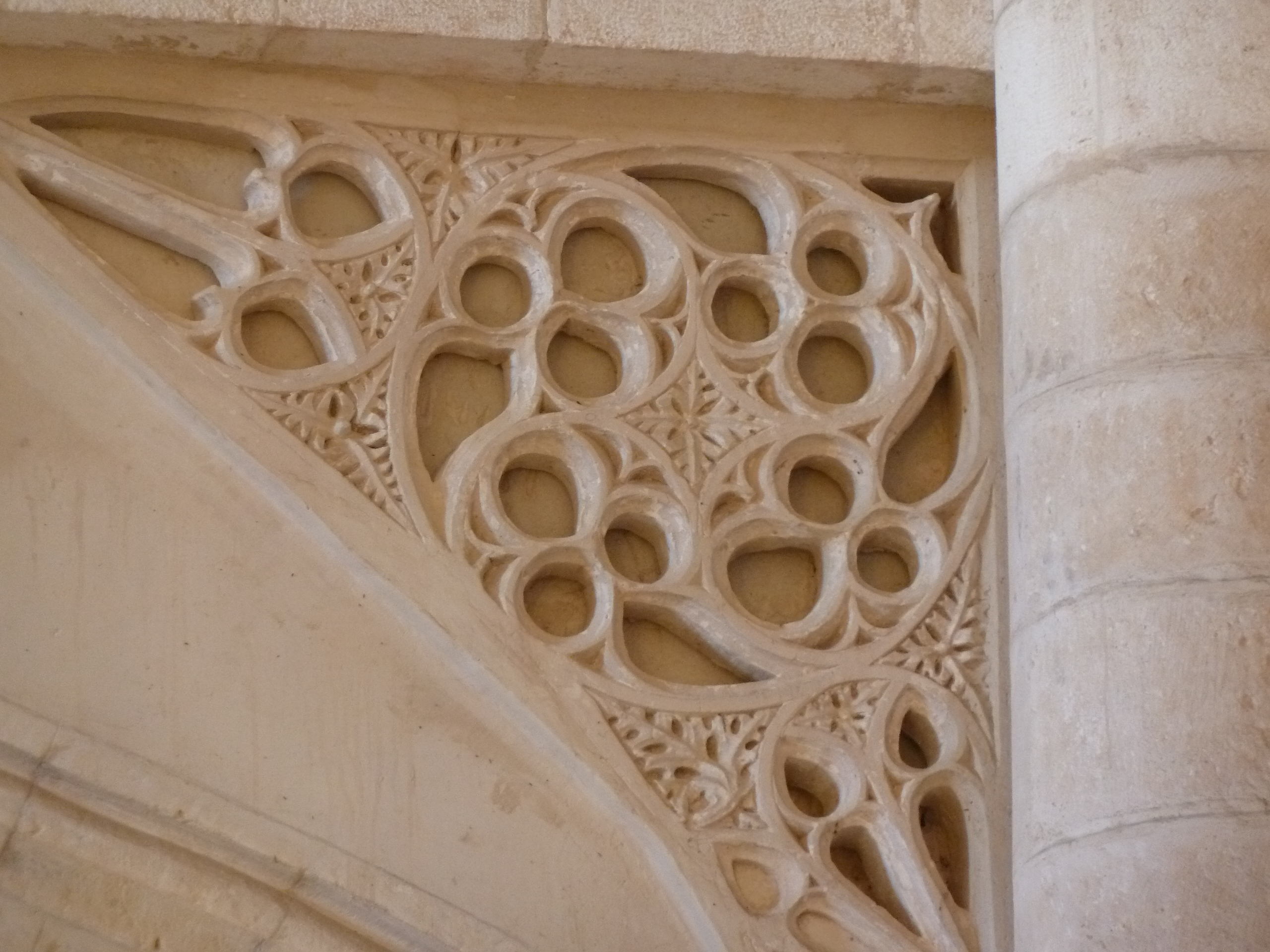
Interior de la iglesia, detalle
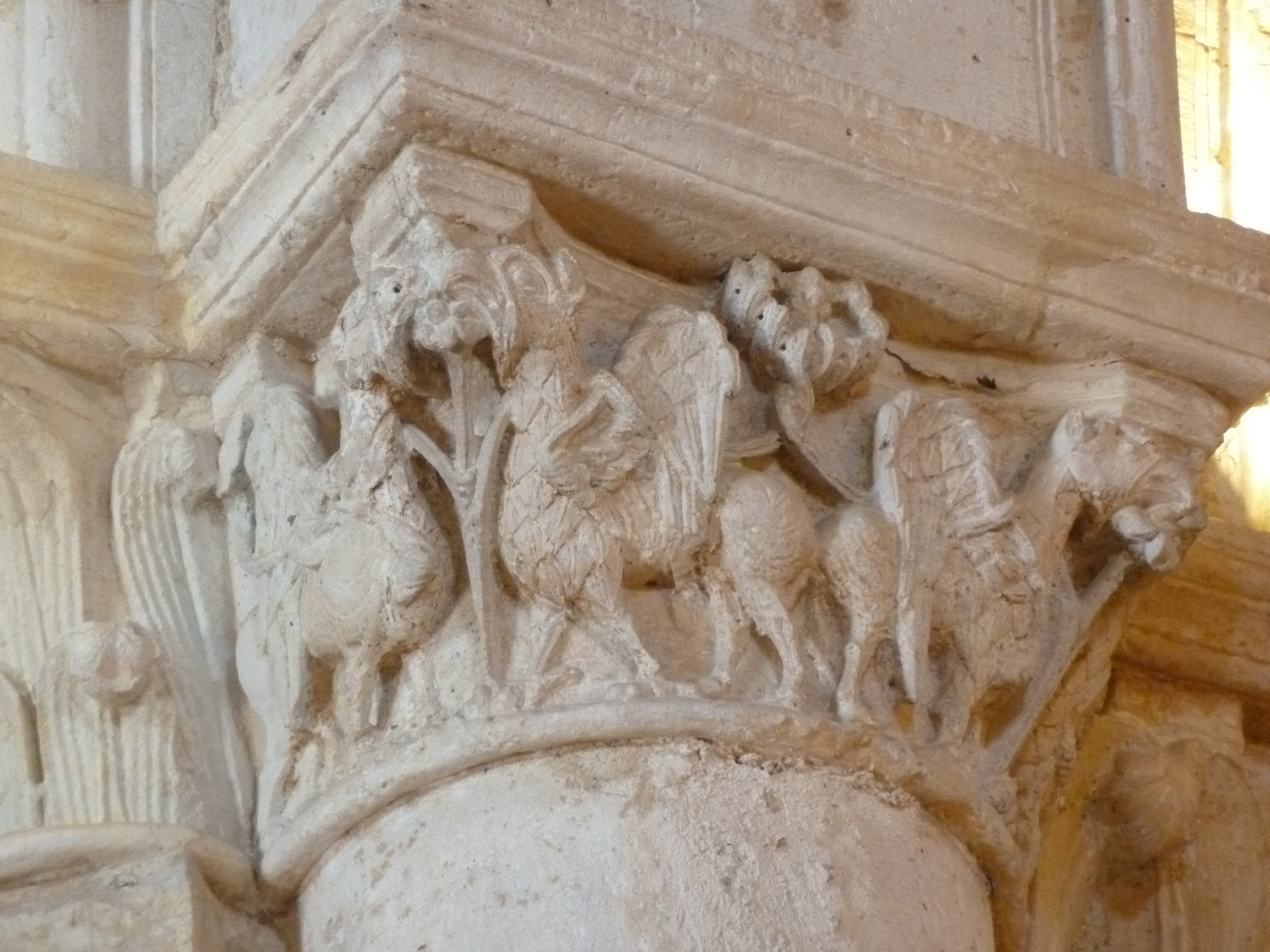
Capitel
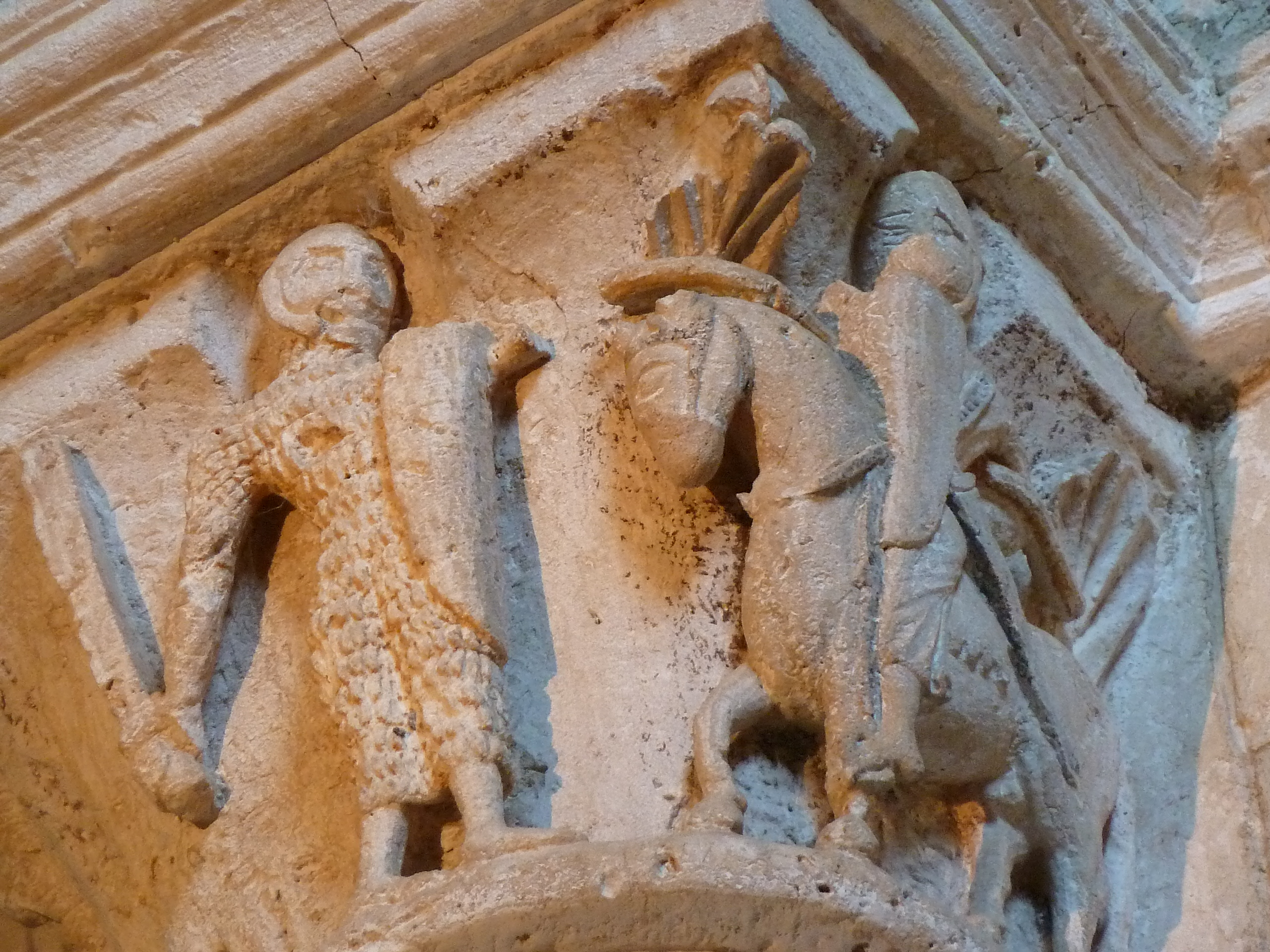
Capitel
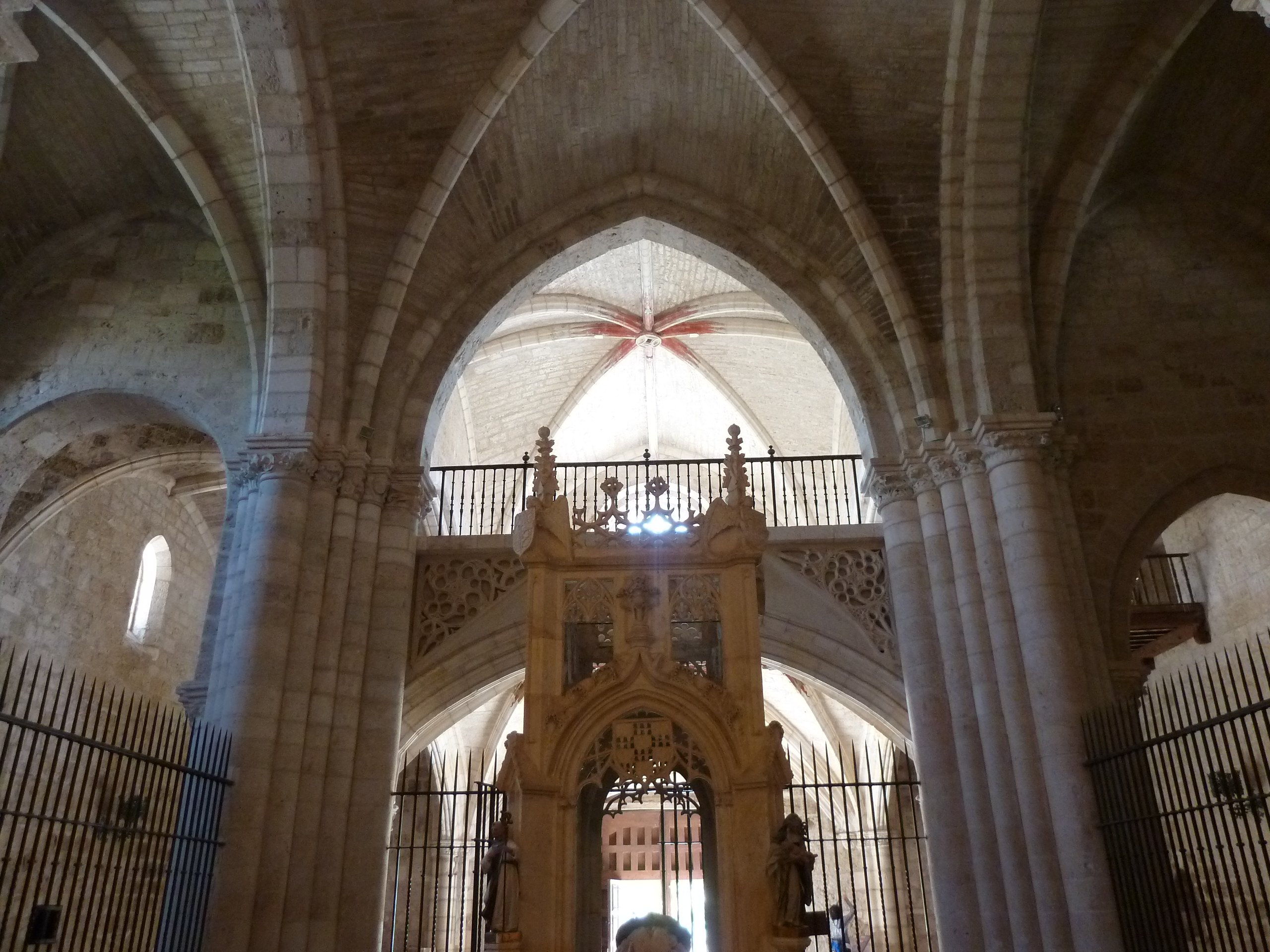
Interior de la iglesia
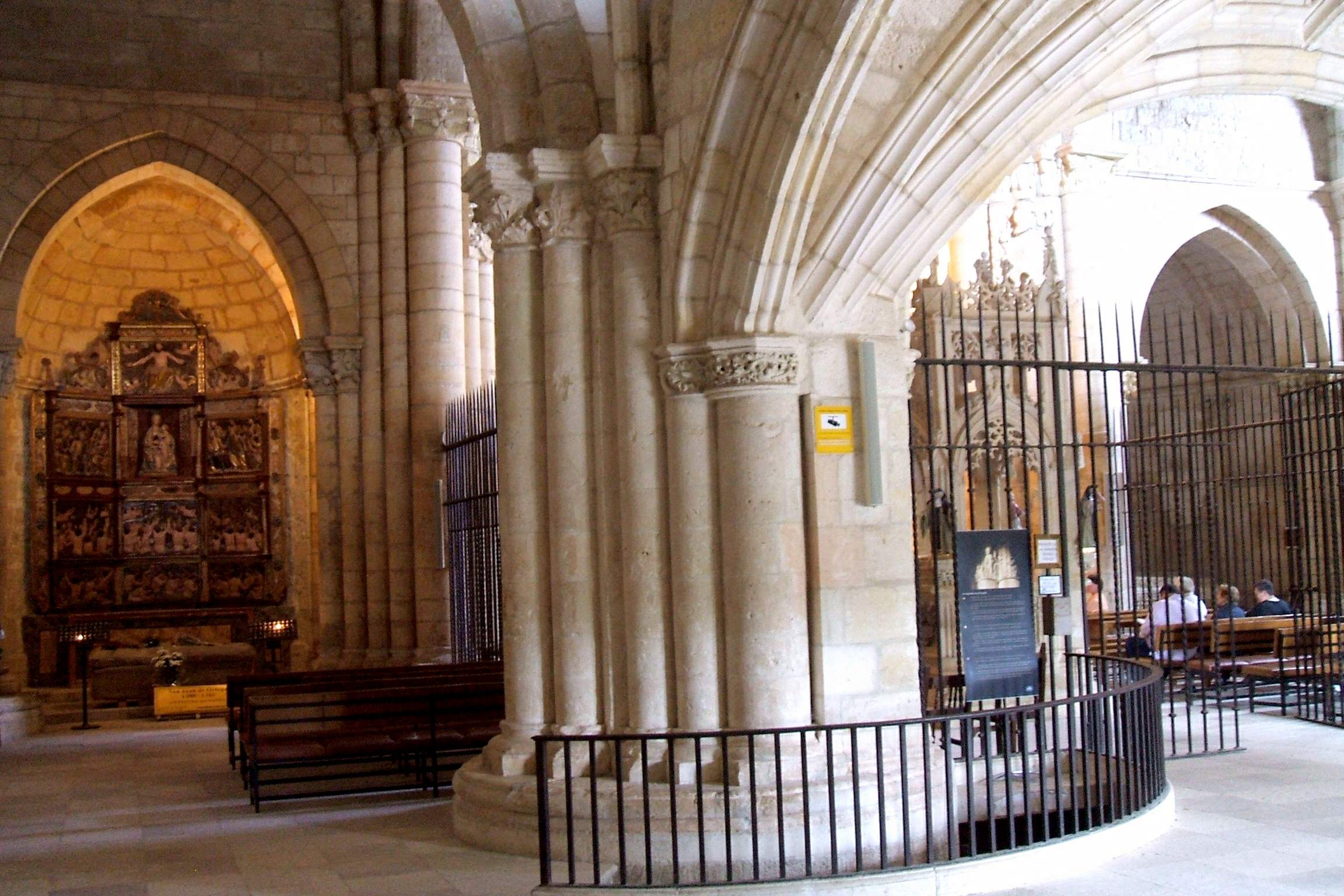
Interior de la iglesia, con la entrada a la cripta
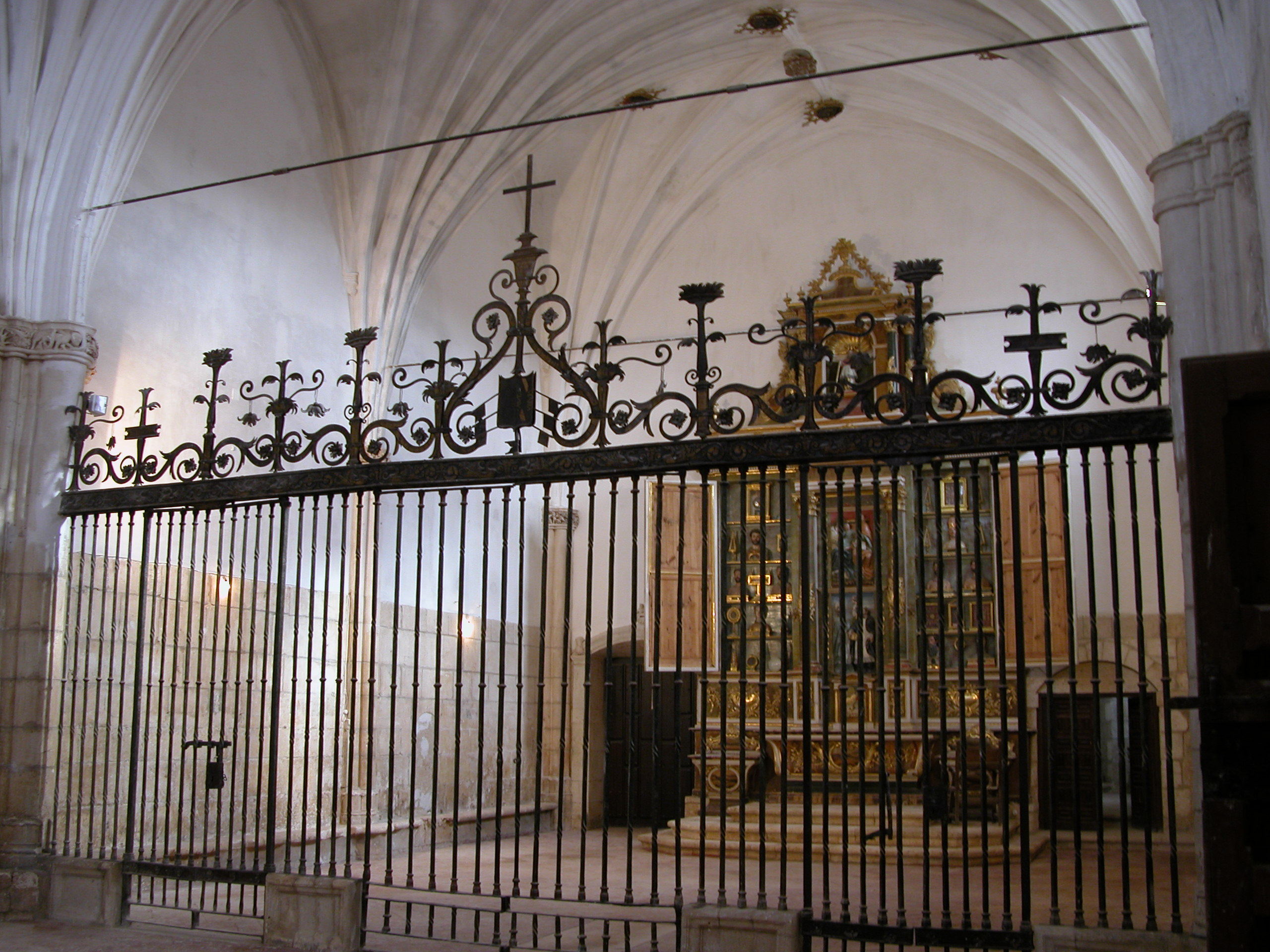
Capilla de San Nicolás
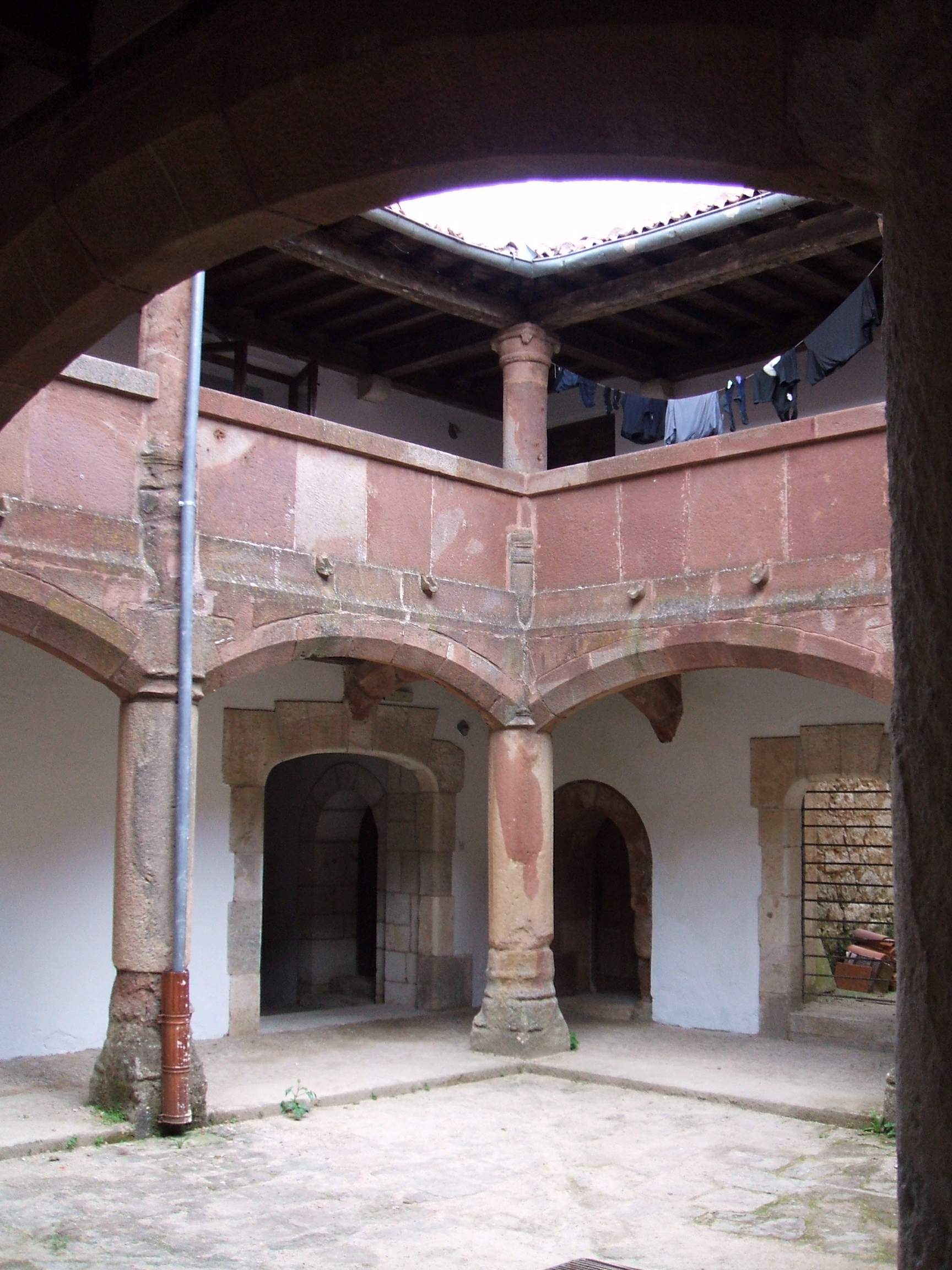
Claustrillo del Refugio de Peregrinos